# Lina Nielsen
Lina Nielsen (* 13. März 1996 in London) ist eine britische Sprinterin und Hürdenläuferin, die sich auf den 400-Meter-Hürdenlauf spezialisiert hat. Sie ist die Schwester der Leichtathletin Laviai Nielsen.

## Sportliche Laufbahn
Erste Erfahrungen bei internationalen Meisterschaften sammelte Lina Nielsen im Jahr 2015, als sie bei den Junioreneuropameisterschaften in Eskilstuna in 54,72 s den achten Platz im 400-Meter-Lauf belegte und mit der britischen 4-mal-400-Meter-Staffel in 3:34,36 min die Goldmedaille gewann. 2017 belegte sie bei den U23-Europameisterschaften in Bydgoszcz in 3:30,74 min den vierten Platz mit der Staffel und 2022 startete sie über die Hürden bei den Weltmeisterschaften in Eugene und schied dort mit 57,42 s in der ersten Runde aus. Anschließend schied sie bei den Commonwealth Games in Birmingham mit 58,95 s im Vorlauf aus und bei den Europameisterschaften in München scheiterte sie mit 57,19 s im Halbfinale. Im Jahr darauf wurde sie bei der 1. Liga der Team-Europameisterschaft im Rahmen der Europaspiele in Chorzów in 55,36 s Fünfte über 400 Meter Hürden und 2024 gewann sie bei den Hallenweltmeisterschaften in Glasgow in 3:26,36 min gemeinsam mit Laviai Nielsen, Ama Pipi und Jessie Knight die Bronzemedaille hinter den Teams aus den Niederlanden und den Vereinigten Staaten und stellte damit einen neuen Landesrekord auf. Im Mai wurde sie bei den World Athletics Relays auf den Bahamas in 3:25,85 min Vierte in der Finalrunde über 4-mal 400 Meter und sicherte damit dem britischen Team einen Startplatz bei den Olympischen Spielen in Paris. Anschließend belegte sie bei den Europameisterschaften in Rom in 55,65 s den siebten Platz über 400 Meter Hürden. Im August schied sie bei den Olympischen Sommerspielen in Paris nach einem Sturz mit 91,22 s im Halbfinale aus und verhalf der Staffel zum Finaleinzug und trug damit zum Gewinn der Bronzemedaille bei.
2025 gewann sie bei den Halleneuropameisterschaften in Apeldoorn in 3:16,49 min gemeinsam mit Alastair Chalmers, Emily Newnham und Joshua Faulds die Bronzemedaille in der Mixed-Staffel über 4-mal 400 Meter hinter den Teams aus den Niederlanden und Belgien und sicherte sich mit der Frauenstaffel in 3:24,89 min die Silbermedaille hinter dem niederländischen Team.
2024 wurde Nielsen britische Meisterin im 400-Meter-Hürdenlauf.

## Persönliche Bestzeiten
- 200 Meter: 23,11 s (+0,6 m/s), 15. April 2022 in Gainesville
  - 300 Meter (Halle): 36,53 s, 15. Februar 2025 in Birmingham (nationale Bestleistung)
- 400 Meter: 50,78 s, 14. Juli 2024 in La Chaux-de-Fonds
  - 400 Meter (Halle): 51,77 s, 23. Februar 2025 in Birmingham
- 300 m Hürden: 38,75 s, 26. Mai 2023 in St. Pölten (nationale Bestleistung)
- 400 m Hürden: 54,43 s, 10. Juni 2024 in Rom